# Хыровская городская община
Хыровская городская общи́на (укр.  Хирівська міська громада) — территориальная община в Самборском районе Львовской области Украины.
Административный центр — город Хыров.
Население составляет 15 354 человека. Площадь — 221,5 км².

## Населённые пункты
В состав общины входит 1 город (Хыров) и 24 села:
- Березов
- Буньковичи
- Великая Сушица
- Глубокая
- Городовичи
- Гуманец
- Заречье
- Засадки
- Иванов
- Катина
- Лебухова
- Лопушница
- Мурованое
- Павловка
- Поляна
- Райнова
- Скелевка
- Сливница
- Слохини
- Старява
- Тарнавка
- Терло
- Чапли
- Шумина